# Tsjochataoeri (plaats)
Tsjochataoeri (Georgisch: ჩოხატაური) is een 'nederzetting met stedelijk karakter' (daba) in het zuidwesten van Georgië met ongeveer 1.500 inwoners, gelegen in de regio Goeria. Het is het bestuurlijk centrum van de gelijknamige gemeente en is gesitueerd op een hoogte van 150 meter boven zeeniveau aan de Soepsa, de belangrijkste rivier van Goeria. Het ligt halverwege de steden Ozoergeti en Samtredia.

## Geschiedenis
In 1947 werd Tsjochataoeri gepromoveerd naar een 'nederzetting met stedelijk karakter' (დაბა, daba). Een curieus detail in de nederzetting is het Stalin-monument, een van de weinige in het land. Het werd in 2013 nog gevandaliseerd uit protest, maar werd vervolgens hersteld.

## Demografie
Begin 2024 had Tsjochataoeri 1.488 inwoners. De plaats kent een langjarige daling van inwoners. De bevolking van Tsjochataoeri is vrijwel mono-etnisch Georgisch (99,2%). De meeste overige inwoners zijn Russisch.
| Aantal                                                           | 979 | 903 | 2.622 | 2.136 | 2.361 | 2.633 | 2.130 | 1.815 | 1.641 | 1.488 |
| Verantwoording data: Bevolkingsstatistiek Georgië 1897 tot heden |     |     |       |       |       |       |       |       |       |       |

## Vervoer
De belangrijkste weg door Tsjochataoeri is de nationale route Sh2 (Ozoergeti - Samtredia). Vanuit Tsjochataoeri is het kuuroord Bachmaro te bereiken, een rit van 52 kilometer door het Meschetigebergte.

## Geboren
- Boris Paitsjadze (1915-1990), voetballer werd in het dorp Ontsiketi ene paar kilometer ten zuidoosten van Tsjochataoeri geboren. Niet alleen in Tbilisi werd een stadion naar hem vernoemd, maar ook de voetbalfaciliteit in Tsjochataoeri.

## Foto's

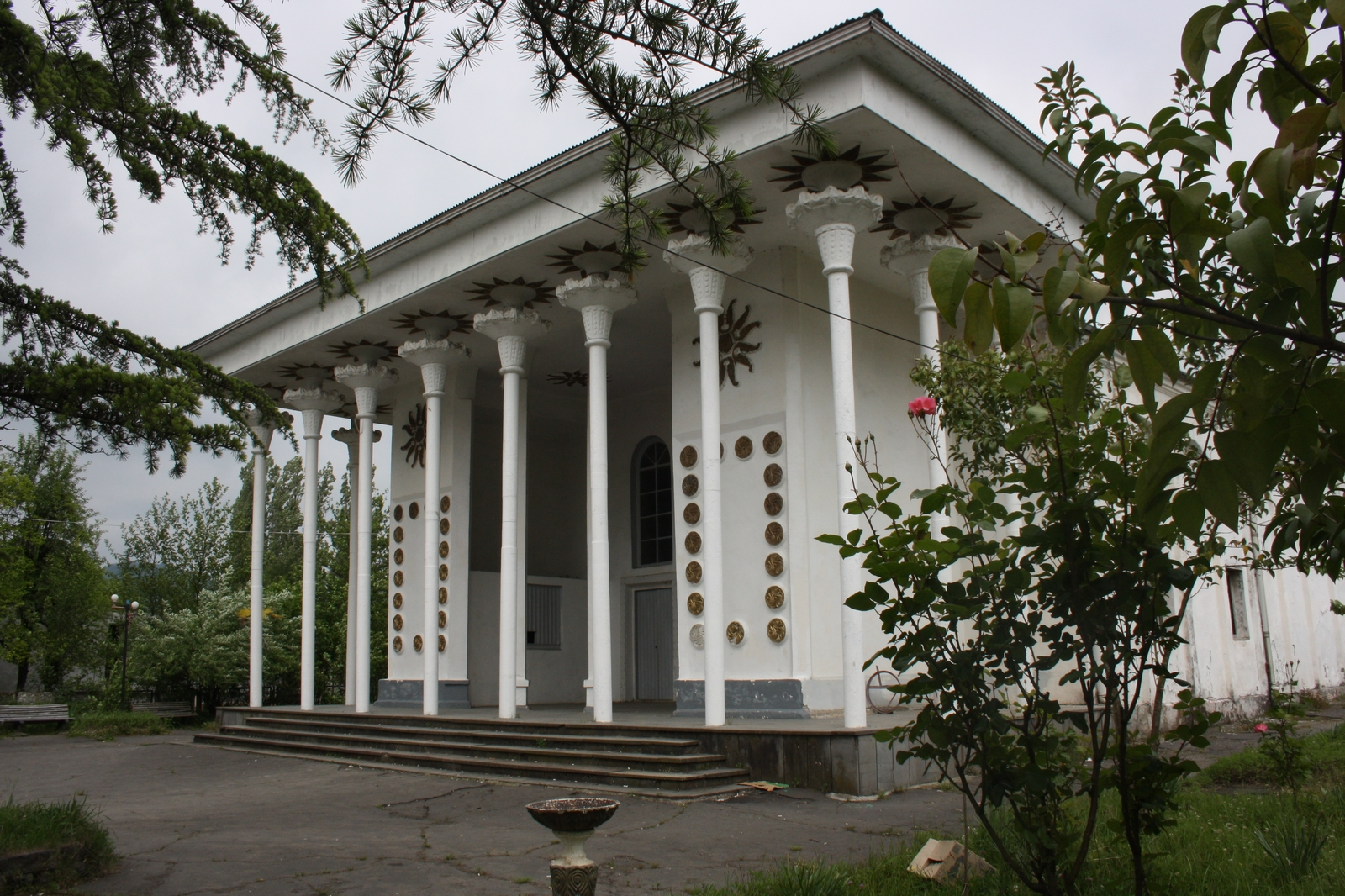
De bioscoop, een monument sinds 2021
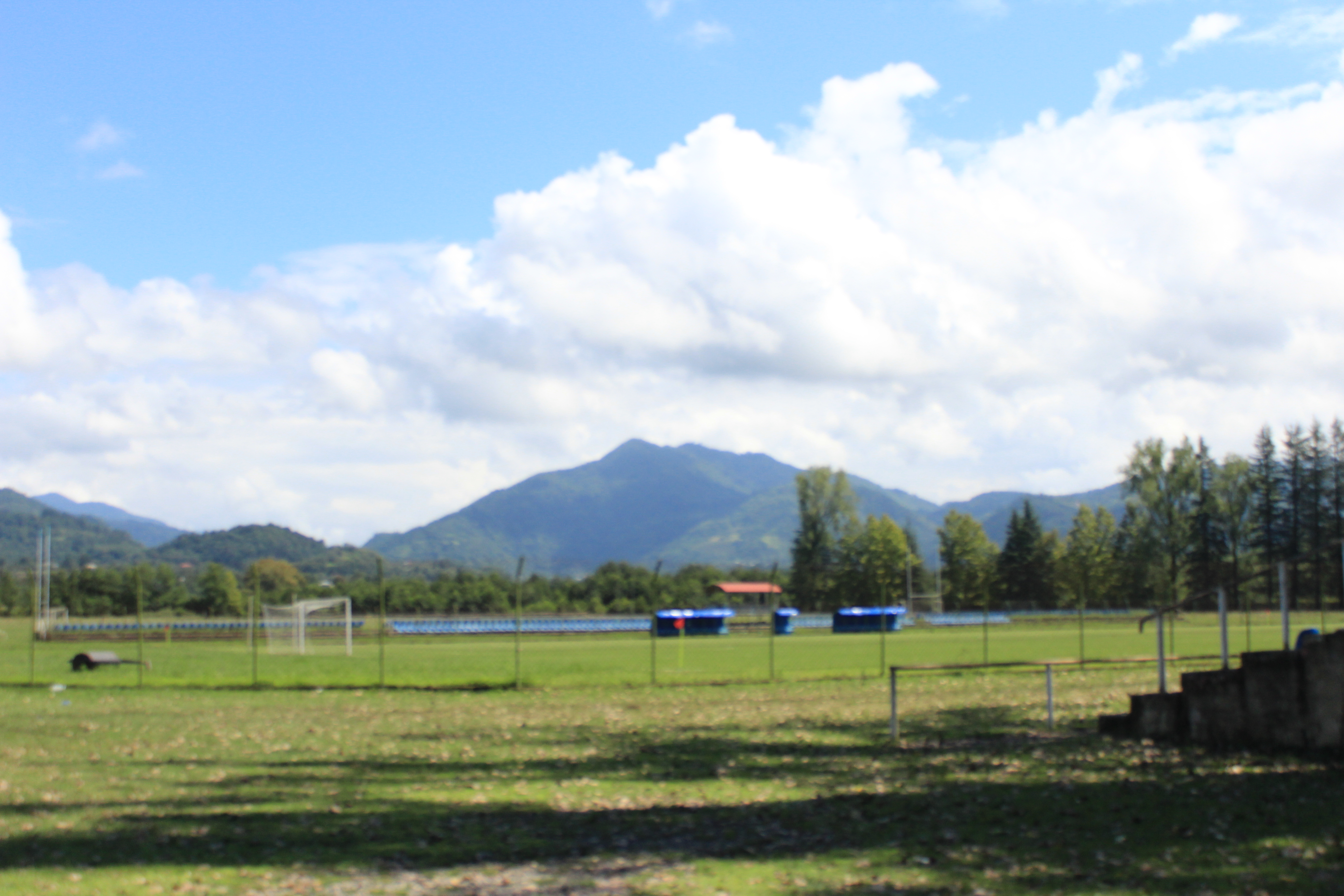
Lokale Boris Paitsjadzestadion
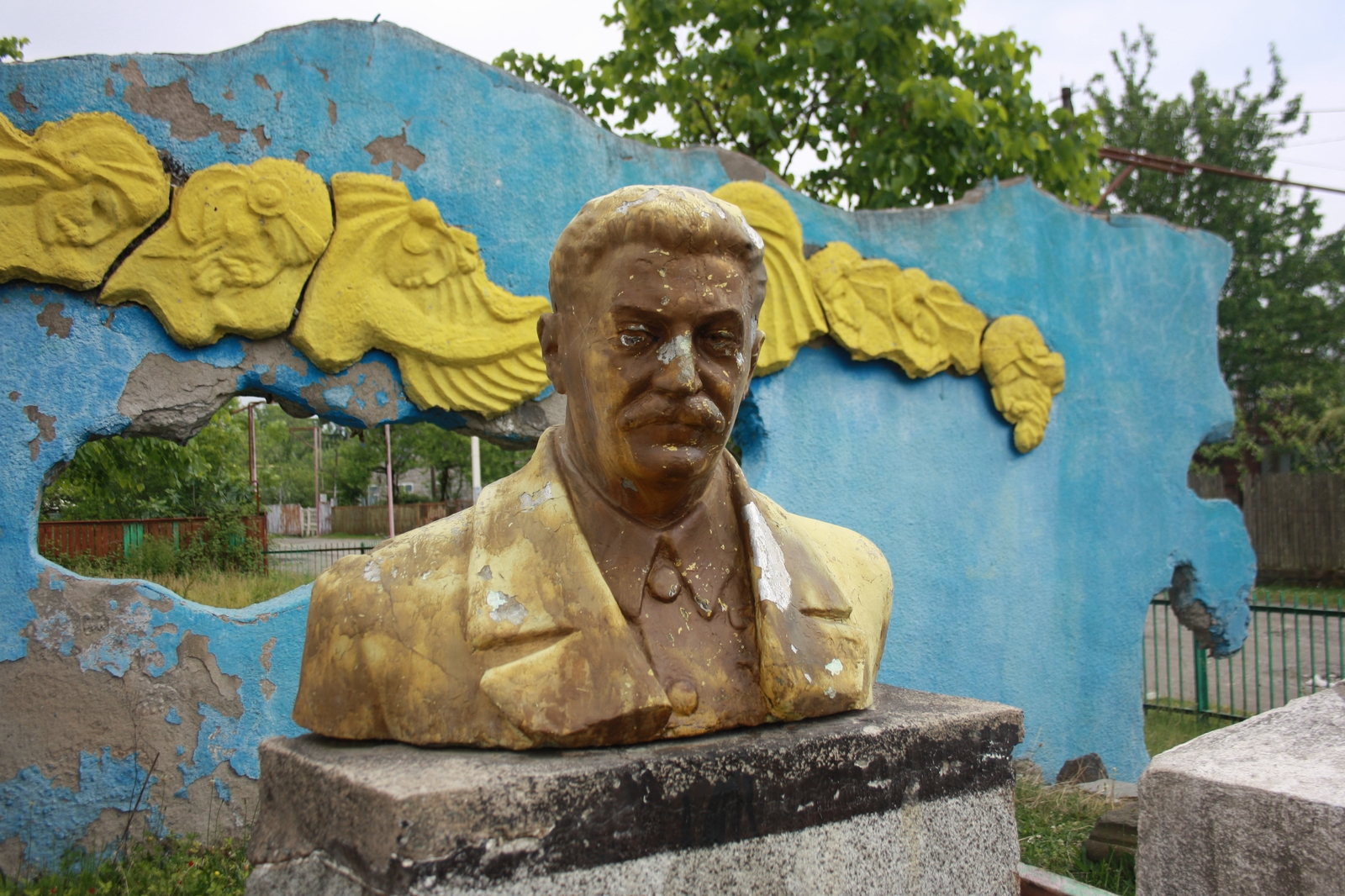
Een Stalin monument